# Times Square Red, Times Square Blue
Times Square Red, Times Square Blue est un livre documentaire écrit par l'auteur de science-fiction Samuel R. Delany et publié en 1999 par la New York University Press. Le livre est une compilation de deux essais distincts : Times Square Blue et ...Three, Two, One, Contact: Times Square Red. L'édition du 20e anniversaire, publiée en 2019, contient une introduction de Robert Reid-Pharr (en).

## Résumé

### Times Square Blue
Times Square Blue est un récit des rencontres sexuelles de Delany (souvent appelé « Chip » ou, occasionnellement, « Le Professeur ») dans les salles de cinéma pornographiques de Times Square avec d'autres hommes (certains homosexuels, d'autres hétérosexuels). de 1960 au milieu des années 1990. Il décrit également en détail ses relations avec ces hommes, à l'intérieur et à l'extérieur des théâtres.

### ...Three, Two, One contact: Times Square Red
Le deuxième essai du livre traite de la nature des relations sociales dans le domaine des études urbaines. Delany propose deux types de relations, « contact » et « réseautage », et analyse le contenu et les avantages de chacune. Il fait également largement référence à The Death and Life of Great American Cities de Jane Jacobs.

## Réception critique
Publishers Weekly le décrit comme étant « un cri du cœur provocateur et convaincant contre la gentrification de la ville de New York et le réaménagement de Times Square au nom des « valeurs familiales et de la sécurité ». Delany écrit franchement. à propos de ses aventures sexuelles gays dans les peep shows, les salles de cinéma porno et les bars de Times Square. Cette histoire personnelle est juxtaposée à un compte rendu détaillé de la façon dont les zones rouges de la ville ont changé au cours des 40 dernières années. Dans Salon, l'œuvre est qualifiée de « remarquable » et de « brillante ».
Un extrait de Times Square Red, Times Square Blue est inclus dans la collection 2022 Pathetic Literature d'Eileen Myles.